# Associazione Calcio Monopoli 1979-1980
Questa pagina raccoglie le informazioni riguardanti l'Associazione Calcio Monopoli nelle competizioni ufficiali della stagione 1979-1980.

## Rosa
| N. |                   | Ruolo | Calciatore         |
| -- | ----------------- | ----- | ------------------ |
|    | Italia (bandiera) | A     | Carmelo Barbieri   |
|    | Italia (bandiera) | D     | Attilio Baroncini  |
|    | Italia (bandiera) | D     | Michelangelo Bufo  |
|    | Italia (bandiera) | C     | Nicola Cassano     |
|    | Italia (bandiera) | A     | Riccardo Di Giulio |
|    | Italia (bandiera) | D     | Vincenzo Esposito  |
|    | Italia (bandiera) | A     | Alberto Ferrari    |
|    | Italia (bandiera) | C     | Paolo Gallizia     |
|    | Italia (bandiera) | A     | Natalino Iurlo     |
|    | Italia (bandiera) | C     | Leonardo Lenoci    |

| N. |                   | Ruolo | Calciatore           |
| -- | ----------------- | ----- | -------------------- |
|    | Italia (bandiera) | P     | Walter Marciello     |
|    | Italia (bandiera) | D     | Filomeno Mastronardi |
|    | Italia (bandiera) | C     | Nicola Mesto         |
|    | Italia (bandiera) | C     | Michele Orsi         |
|    | Italia (bandiera) | D     | Fausto Piccinini     |
|    | Italia (bandiera) | D     | Nicola Pollutri      |
|    | Italia (bandiera) | A     | Marcello Prima       |
|    | Italia (bandiera) | D     | Armando Rizzo        |
|    | Italia (bandiera) | C     | Luciano Volarig      |